# Sombra (arquetipo)

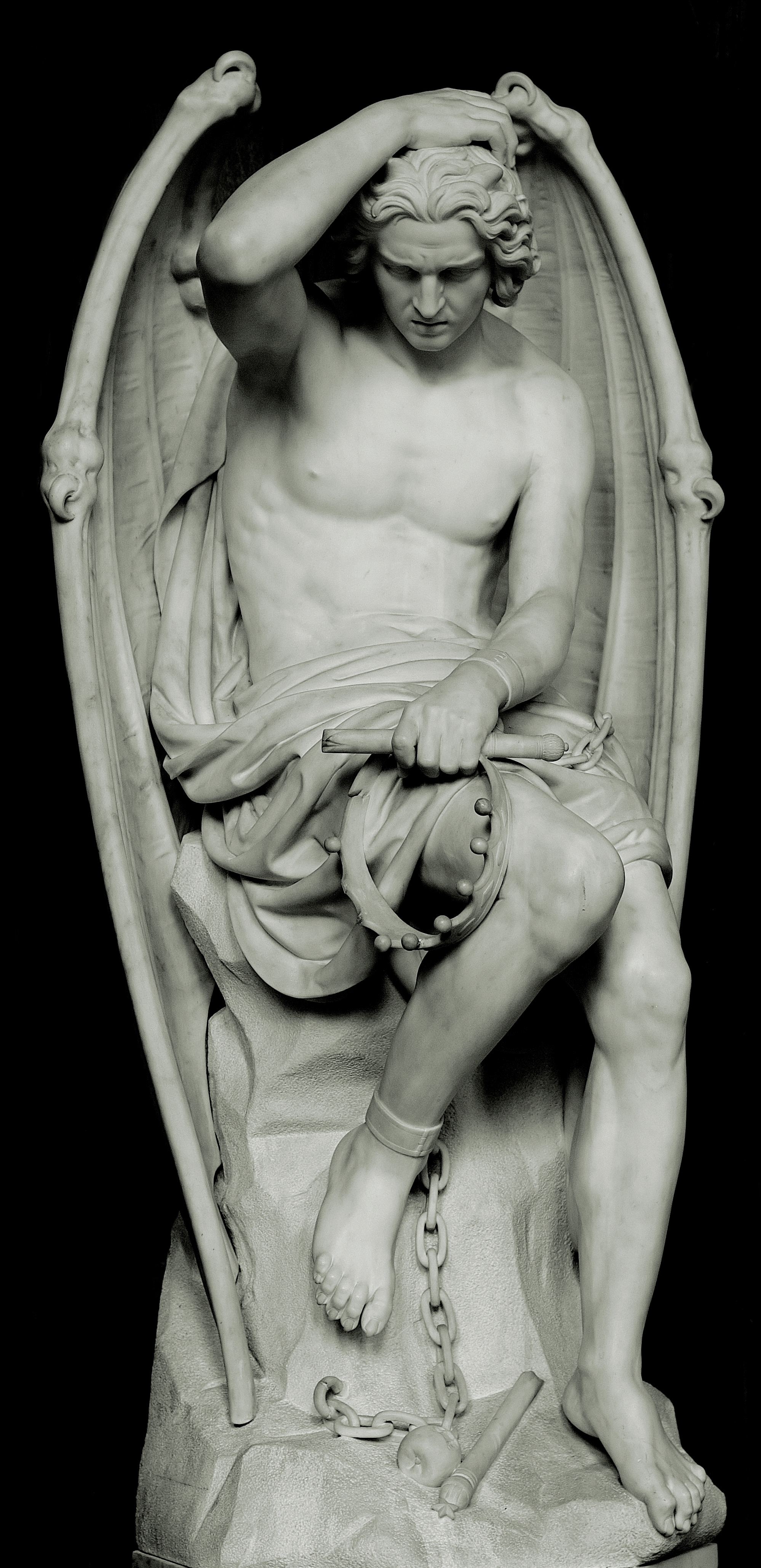
Le génie du mal (1848), de Guillaume Geefs. Representación escultórica de Lucifer.

La sombra es uno de los arquetipos principales de lo inconsciente colectivo según la psicología analítica de Carl Gustav Jung.

## Concepto
Jung utilizó este término de dos modos diferentes:
1. Por un lado, se puede definir como la totalidad de lo inconsciente. Del mismo modo que Freud define inicialmente el inconsciente como todo aquello que cae fuera de la consciencia, Jung mantiene el mismo postulado adaptándolo a su propio corpus teórico, en el que el inconsciente tiene, además de la dimensión personal, una colectiva (inconsciente colectivo).
2. En segunda instancia, sombra designa al aspecto inconsciente de la personalidad, caracterizado por rasgos y actitudes que el yo consciente no reconoce como propios.

En este segundo sentido, la sombra es la parte inferior de la personalidad, la suma de todas las disposiciones psíquicas personales y colectivas que no son asumidas por la consciencia por su incompatibilidad con la personalidad que predomina en nuestra psique. Estos contenidos rechazados no desaparecen, y cuando cobran cierta autonomía se constituyen en un agente antagonista del yo, que mina los esfuerzos de este. Por otra parte, en la conciencia también se produce en ocasiones una sensación de desequilibrio, producida por la añoranza de aquello que no aceptamos o no sabemos encontrar en nosotros mismos: de ahí el carácter marcadamente ambivalente de lo inconsciente, que según los casos puede actuar tanto como recuerdo antagónico, que pone de manifiesto las carencias del yo consciente como en alivio compensatorio de esta misma insuficiencia.
A diferencia del ánima y del ánimus, arquetipos que tienen una identidad sexual complementaria a la del individuo, la sombra tiene la misma que este. 
En el nivel del inconsciente personal la sombra pertenece al Yo. En el nivel de lo inconsciente colectivo representa un arquetipo autónomo, y por tanto independiente del yo fáctico.

## Psicopatología
Uno no se ilumina imaginándose figuras de luz, sino tornando la oscuridad consciente.

Dado que la sombra representa nuestros impulsos más primitivos, nuestra faceta instintiva animal como sumatorio de todo nuestro pasado evolutivo, las dificultades vitales encontradas generalmente en hombres y mujeres pueden deberse:
1. O bien a una omisión o supresión de la sombra, imposibilidad que degenera en una revuelta de aquello que se pretende eliminar.
2. O por el contrario, y desde el otro extremo, a una identificación con el arquetipo, con lo que el yo queda a merced de la tempestad de lo inconsciente como el resquebrajado muro de una presa ante el desbordamiento del embalse que pretende vanamente contener.

De ahí que como parte fundamental de toda analítica se retome la sana virtud de volver al punto medio entre dos extremos: en este caso, el devenir consciente de la sombra.

«La figura de la sombra personifica todo lo que el sujeto no reconoce y lo que, sin embargo, una y otra vez le fuerza, directa o indirectamente, así por ejemplo, rasgos de carácter de valor inferior y demás tendencias irreconciliables».
C. G. Jung, Bewusstsein, Unbewusstes und Individuation, Zentralblatt für Psychotherapie, 1939, pág. 265 y s.

«La sombra es...aquella personalidad oculta, reprimida, casi siempre de valor inferior y culpable que extiende sus últimas ramificaciones hasta el reino de los presentimientos animales y abarca, así, todo el aspecto histórico del inconsciente...Si hasta el presente se era de la opinión de que la sombra humana es la fuente de todo mal, ahora se puede descubrir en una investigación más precisa que en el hombre inconsciente justamente la sombra no sólo consiste en tendencias moralmente desechables, sino que muestra también una serie de cualidades buenas, a saber, instintos normales, reacciones adecuadas, percepciones fieles a la realidad, impulsos creadores, etc.».
C. G. Jung, Aion, 1951, pág. 379 y s.

La sombra se mostraría simbólicamente a través de representaciones tales como la serpiente, el dragón, los monstruos y demonios, entre otras muchas, y existiría tanto una sombra de carácter individual como una sombra colectiva.
Finalmente, y como consecuencia de lo expuesto, fundamentalmente derivado de la idea de la inclusión de los opuestos en la totalidad, Jung alude al cristianismo como excepción irresuelta ante la problemática del mal:

La contraposición de lo luminoso y bueno, por un lado, y de lo oscuro y malo, por otro, quedó abandonada abiertamente a su conflicto en cuanto Cristo representa al bien sin más, y el opositor de Cristo, el Diablo, representa el mal. Esta oposición es propiamente el verdadero problema universal, que aún no ha sido resuelto.
C. G. Jung. Psicología y Alquimia, 1944, 21, § 22.